# Placas de identificação de veículos nas Maldivas

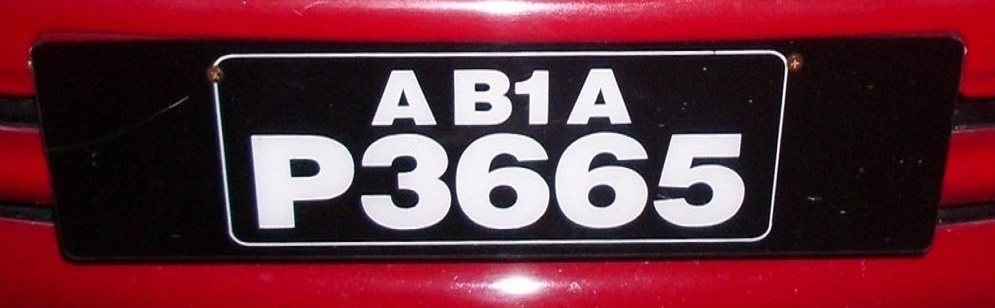
Formato atual, utilizado desde 2003

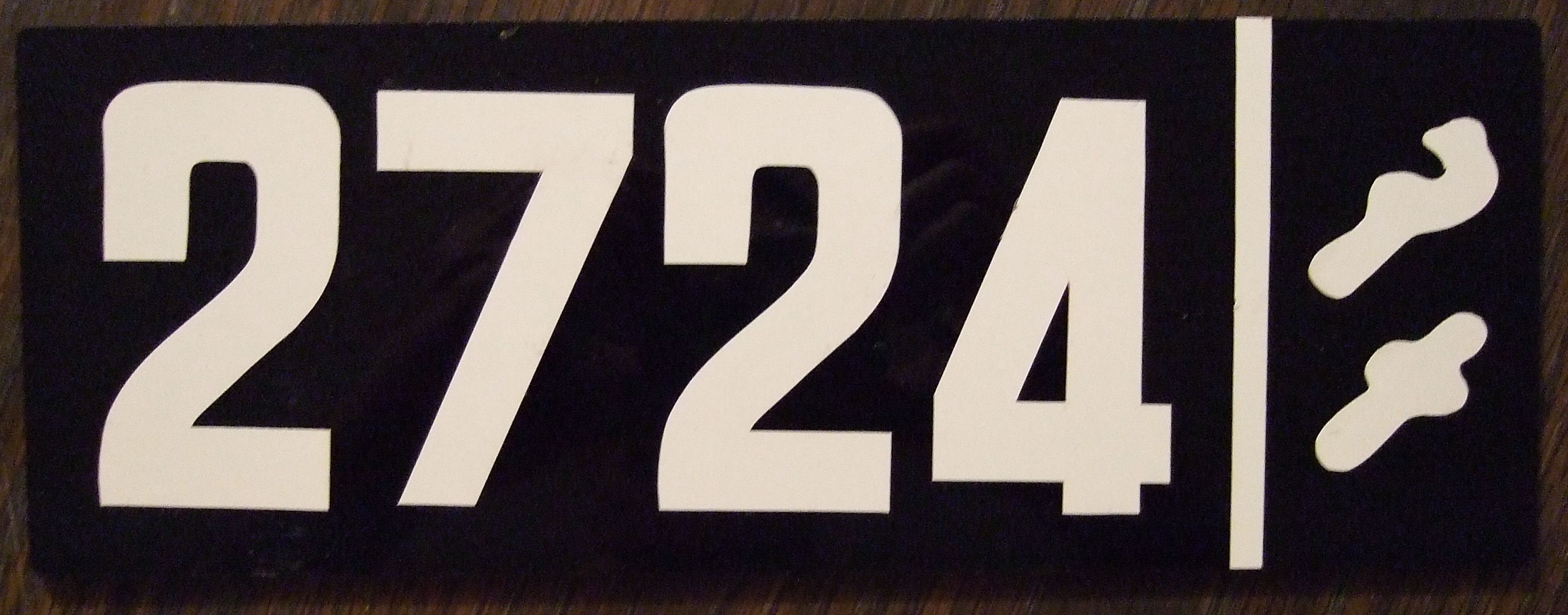
Modelo utilizado de 1984 a 1998, com caracteres na escrita taana, da língua divehi.

As placas de identificação de veículos das Maldivas são a forma pela qual os veículos desse país arquipelágico do sul da Ásia indicam o seu registro. 
Como padrão, as placas das Maldivas sempre tiveram caracteres brancos sobre fundo preto. Até 1984, elas eram unicamente numéricas, com até quatro dígitos.
Em 1984, junto ao número passou a haver inscrições na língua local e em 1998 foram adicionadas letras aos números.
| Cor | Prefixo                                    |
| --- | ------------------------------------------ |
|     | P = Particular, C = Comercial, G = Governo |
|     | T = Táxi                                   |
|     | D = Diplomático                            |

| Categoria do veículo | Categoria do veículo                                    | Letras seriais | Número de série |
| -------------------- | ------------------------------------------------------- | -------------- | --------------- |
|                      | *A0 = Motocicletas *B0 = Ônibus *B1 = Carros *C1 = Vans |                |                 |